# David Webster (Anthropologe)

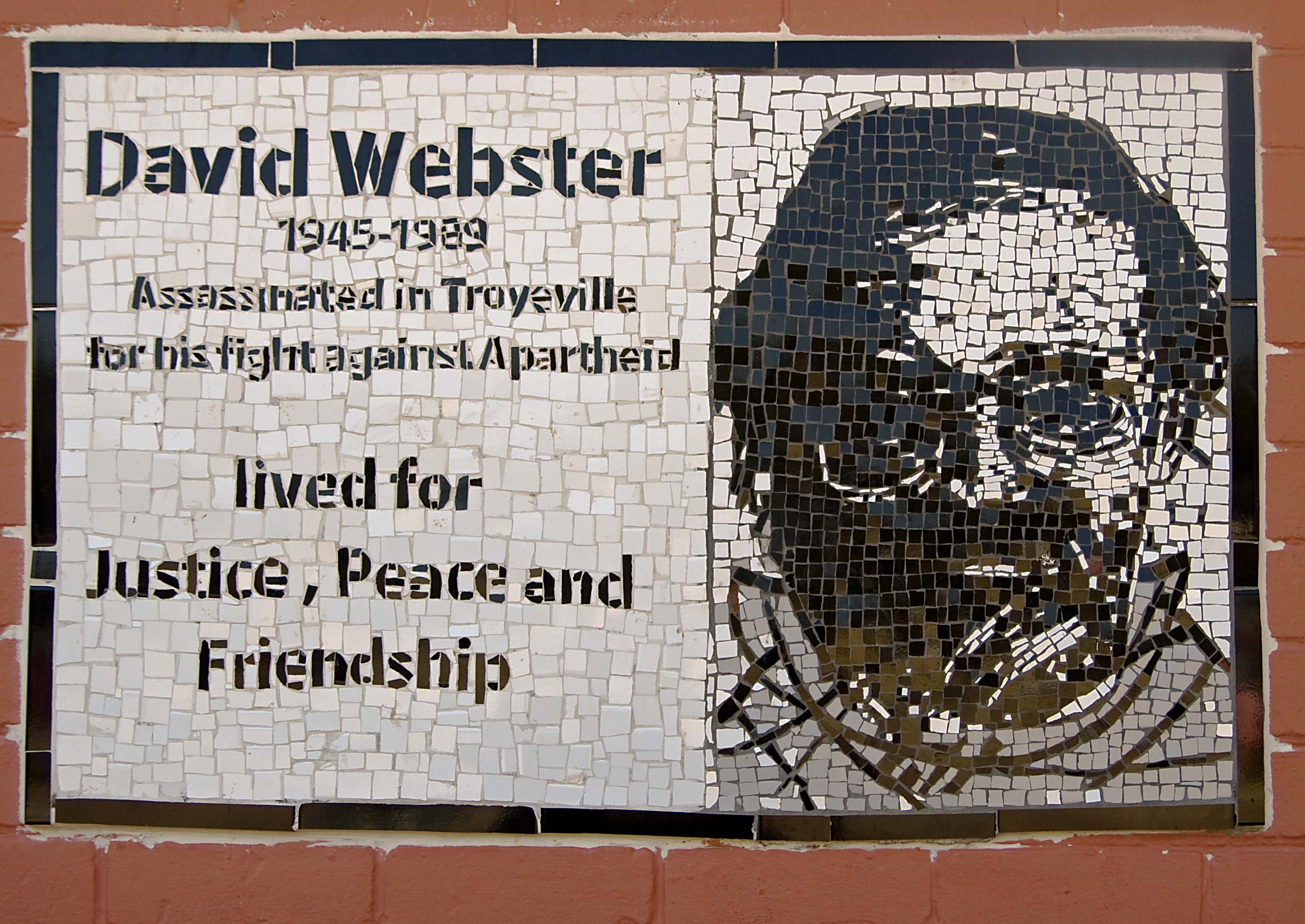
Porträt von David Webster in Johannesburg

David Joseph Webster (* 19. Dezember 1945 in Luanshya, Nordrhodesien; † 1. Mai 1989 in Johannesburg) war ein südafrikanischer Sozialanthropologe. Er war ein Gegner der Apartheid und wurde von verdeckt operierenden Einheiten der südafrikanischen Regierung ermordet.

## Leben
Webster wurde 1945 in Luanshya im damaligen Nordrhodesien geboren (heute Sambia), wo sein Vater als Bergmann im Copperbelt arbeitete. Er studierte an der Rhodes-Universität im südafrikanischen Grahamstown, wo er sich erstmals politisch engagierte, als er mit Kommilitonen gegen den Ausschluss schwarzer Zuschauer von einem Rugbyspiel protestierte.
1970 wurde Webster als Dozent für Anthropologie an die Witwatersrand-Universität berufen. Seine Doktorarbeit war eine Untersuchung der verwandtschaftlichen Beziehungen im Süden Mosambiks, er bezog in seine Forschung jedoch zunehmend auch politisch brisante Aspekte ein wie die Probleme durch die Wanderarbeit und die sozialen Ursachen von Tuberkulose und Unterernährung. Ab 1976 lehrte und forschte er zwei Jahre an der Universität Manchester im Vereinigten Königreich. Anschließend kehrte er an die Witwatersrand-Universität zurück.
In den 1980er Jahren engagierte sich Webster besonders im südafrikanischen Detainees’ Parents’ Support Committee (etwa: Unterstützungskomitee für die Eltern Inhaftierter), das sich für die zahlreichen Menschen einsetzte, die ohne Gerichtsverfahren inhaftiert waren. Auslöser war die Verhaftung einiger seiner Studenten, unter ihnen Barbara Hogan, die von 2008 bis 2010 als Mitglied des ANC Ministerin war. Außerdem war er Mitglied der Oppositionsbewegung United Democratic Front und engagierte sich in der Free the Children Campaign und der Running Shoes Campaign, bei der zum Beispiel die signierten Laufschuhe Johnny Cleggs politischen Gefangenen überreicht wurden. Clegg hatte bei Webster studiert und wurde selbst Dozent, begann dann aber eine erfolgreiche Musikerkarriere. 1983 war Webster Mitbegründer der End Conscription Campaign, die sich für eine Abschaffung der Wehrpflicht in Südafrika einsetzte. 
Websters Forschungsschwerpunkt wurde die Analyse der wachsenden Unterdrückung und Gewalt in Südafrika. Kurz vor seiner Ermordung forschte er im Gebiet der Kosi Bay im damaligen Natal, das damals geheimes Trainingsgebiet für verdeckt operierende Einheiten der Regierung war. Er verfasst darüber einen Bericht, der postum im Juni 1989 erschien und Chronicle of a death foretold. David Webster writes on the South African death squads genannt wurde (deutsch etwa: Chronik eines angekündigten Todes. David Webster schreibt über die südafrikanischen Todesschwadrone).
Webster wurde am Maifeiertag 1989 außerhalb seines Hauses im Johannesburger Stadtteil Troyeville von einem Angehörigen des Civil Cooperation Bureau erschossen, einer verdeckt operierenden Einheit der South African Defence Force. An Websters Beerdigungsfeier in der St. Mary’s Anglican Cathedral in Johannesburg nahmen rund 10.000 Menschen teil.

## Folgen
Die nach dem Ende der Apartheid gegründete südafrikanische Wahrheits- und Versöhnungskommission (TRC) beschäftigte sich mit dem Tod Websters und verfasste einen Sonderbericht zu seiner Ermordung.
1998 wurde der Südafrikaner Ferdinand Barnard als Mörder Websters und wegen anderer Verbrechen zu einer zweifach lebenslangen Haftstrafe zuzüglich einer weiteren langen Haftzeit verurteilt. Eine Amnestie im Rahmen der Verhandlungen der TRC wurde 2001, ein Gnadengesuch 2009 abgelehnt. Im April 2019 wurde Barnard auf Bewährung freigelassen.

## Ehrungen

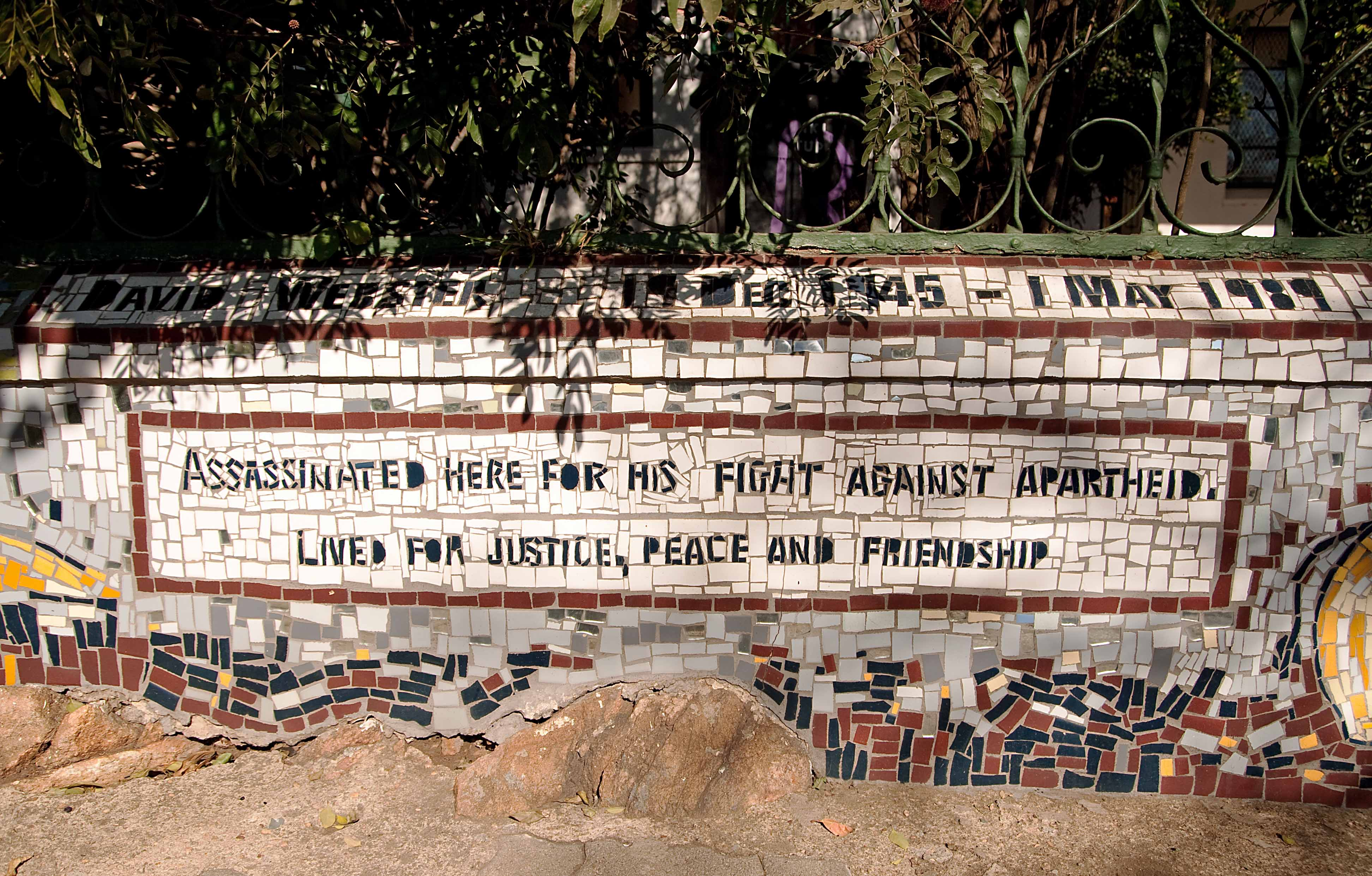
Mosaik zum Gedenken an Webster an seinem damaligen Wohnhaus

1992 wurde ein Studentenwohnheim der Witwatersrand-Universität David Webster Hall of Residence genannt. 2009 erhielt ein Park in Troyeville seinen Namen. An der Umbenennungszeremonie nahmen unter anderem Websters frühere Lebensgefährtin Maggie Friedman, Johnny Clegg und Barbara Hogan teil.

## Werke
- 1989: Repression and the State of Emergency June 1987–March 1989. Ravan Press, Johannesburg (mit Maggie Friedman)
- 1989: Chronicle of a death foretold: David Webster writes on the South African death squads (Aufsatz). Africa Watch Committee, Washington D.C. 1989[8]